# Anzema
Anzesme (en francès Anzême) és una comuna (municipi) de França, a la regió de la Nova Aquitània, departament de la Cruesa.
La seva població al cens de 1999 era de 535 habitants. No està integrada en cap Communauté de communes. Es troba a la vora del riu Creuse.

## Demografia
| 1968 | 1975 | 1982 | 1990 | 1999 |
| ---- | ---- | ---- | ---- | ---- |
| 707  | 601  | 508  | 519  | 535  |

## Administració
| Període   | Identitat            | Partit |
| --------- | -------------------- | ------ |
| 2001-2008 | Jean-Louis Virlojeux |        |
| 2008-     | Alain Favière        |        |